# Salman Masalha
Salman Masalha (Salmān Maṣālḥa, سلمان مصالحة, סלמאן מצאלחה; geboren am 4. November 1953) ist ein israelischer Dichter, Schriftsteller, Essayist und Übersetzer. Er schreibt auf Arabisch und auf Hebräisch.

## Biografie
Masalha stammt aus einer Familie von Drusen in Maghar (Galiläa). Er studierte an der Hebräischen Universität Jerusalem und schloss ein Doktorat in Arabischer Literatur ab. Danach unterrichtete er arabische Sprache und Literatur an der Hebräischen Universität und publizierte über altarabische Dichtung.
Masalha veröffentlichte acht Gedichtbände. Einige seiner arabischen und hebräischen Gedichte wurden vertont und von bekannten israelischen und palästinensischen Musikern aufgenommen, darunter Marwan Abado, Kamilya Jubran, Micha Shitrit und Yair Dalal.
Im Jahr 2006 erhielt Masalha den Israelischen Präsidentenpreis für Literatur.

## Werke

### Forschung
- Between the Lines, (Arabisch: Fahm al-Mantuq), digital edition, Elaph Library 2010
- Six Early Arab Poets, new edition and concordance, (Co-Autor), Institute of Asian and African Studies at the Hebrew University of Jerusalem, The Max Schloessinger Memorial Series, Jerusalem 1999
- Mythological Aspects in Ancient Arabic Poetry (Hebräisch: אספקטים מיתולוגיים בשירה הערבית הקדומה), Ph.D thesis, The Hebrew University of Jerusalem (1998)

### Gedichtbände
- Ishq Mu'ajjal (Deferred Love, Arabic: عشق مؤجل), Raya Publishing House, Haifa 2016.
- Fi al-Thara, Fi al-Hajar (In Dust, In Stone, Arabic: في الثرى، في الحجر), Raya Publishing House, Haifa 2013.
- Lughat Umm (Mother Tongue, Arabic: لغة أم), Zaman Publications, Jerusalem 2006.
- Ehad Mikan (In Place, Hebrew: אחד מכאן), Am Oved, Tel Aviv 2004.
- Khana Farigha, (Blank Space, Arabic: خانة فارغة), Zaman Publications, Jerusalem 2002.
- Rish al-Bahr (Sea Feathers, Arabic: ريش البحر), Zaman Publications, Jerusalem 1999.
- Maqamat Sharqiyya (Oriental Scales, Arabic: مقامات شرقيّة), Jerusalem 1991.
- Ka-l-'Ankabut bila Khuyut (Like a Spider without Webs, Arabic: كالعنكبوت بلا خيوط), Jerusalem 1989.
- Maghnat Ta'ir al-Khuddar (Green Bird Song, Arabic: مغناة طائر الخضّر), al-Katib Publications, Jerusalem 1979.

### Übersetzungen

#### Arabisch–Hebräisch
- Mahmoud Darwish: ذاكرة للنسيان / זכר לשכחה. Tel Aviv: Schocken, 1989.
- Sahar Khalifah: الصبّار / הצבר. Jerusalem: Galileo, 1978.

#### Hebräisch–Arabisch
- Efraim Sidon: אוזו ומוזו מכפר קאקרוזו / أوزو وموزو من كفر كاكاروزو. Nazareth: 2000.
- القدس، دراسات في تاريخ المدينة. Yad Izhak Ben-Zvi Publications, Jerusalem 1990.
- Dror Green: אגדות האינתפאדה / حكايا الانتفاضة. Jerusalem 1989.
- Haim Gouri: خلخال ينتظر الكاحل. Masharef, Nr. 30, S. 204–231, 2007.
- Aharon Shabtai: شيزوفرينيا الوطن. Masharef, Nr. 23, S. 94–118, 2004.
- Agi Mishol: Gedichte. Masharef, Nr. 17, S. 159–169, 2002.

#### Englisch–Arabisch
- Breyten Breytenbach, „selected poems“, Masharef, No. 15, Haifa-Jerusalem, S. 7–18 (1997).
- Wislawa Szymborska, „selected poems“, Masharef, No. 13, Haifa-Jerusalem, S. 82–96 (1997).
- Seamus Heaney, „selected poems“, Masharef, No. 5, Haifa-Jerusalem, S. 111–116, 1995.